# Normandia (közigazgatási régió)
Normandia (franciául Normandie) Franciaország egyik közigazgatási régiója az ország északnyugati részén, a La Manche csatorna mentén. 
Mint közigazgatási régió a 2014. évi törvény alapján jött létre két korábbi régió: Alsó-Normandia és Felső-Normandia összevonásával. Hivatalosan 2016. január 1-jén alakult meg. A régió székhelye és a prefektúra Rouen, a regionális tanács székhelye Caen lett. Így tehát a regionális tanács és a prefektúra nem azonos városban van (hasonlóan Burgundia-Franche-Comté régióhoz). 
Normandia Franciaország kulturális és földrajzi tájegysége, történelmi tartománya. A történelmileg kialakult öt megyéje változatlanul megmaradt.

## Neve
Normandia névadói a normannok, akik Rollo normandiai herceg vezetésével a 911-es Saint-Clair-sur-Epte-i szerződésben kapták meg a tartományt III. Károly nyugati frank királytól.

## Elhelyezkedése

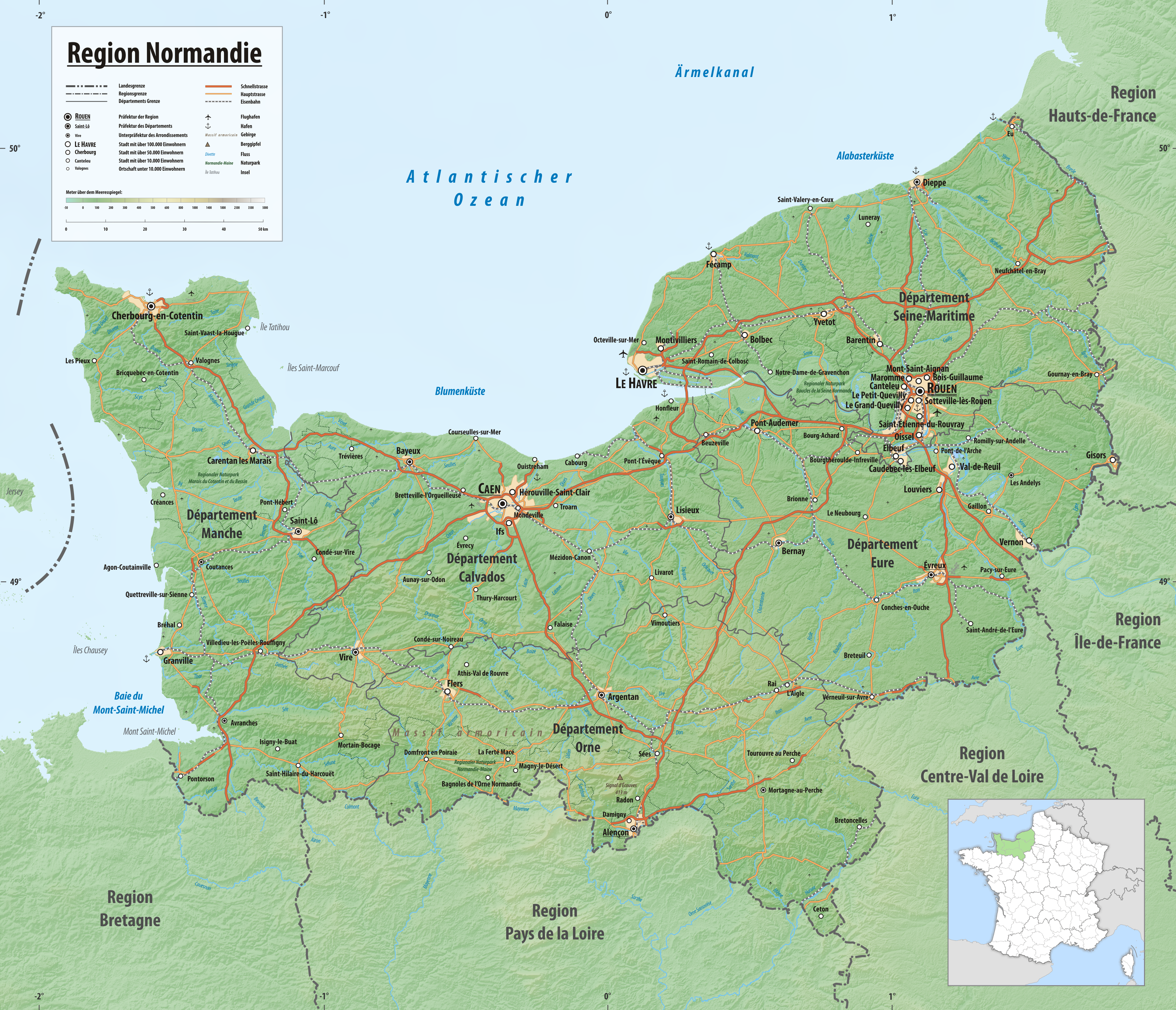
Normandia régió domborzati térképe

Normandia régió területe 29 906 km2. Északon és nyugaton az Atlanti-óceánnal, északkeleten Hauts-de-France, keleten Île-de-France, délen Centre-Val de Loire és Loire mente, délnyugaton Bretagne régióval határos. Tengeri partvonalának hossza mintegy 600 km. Nyugati partjai mentén találhatók a brit Csatorna-szigetek.

## Közigazgatási beosztás
Normandia régió öt megyéből áll.

|    | Megye          | Prefektúra | Kerület | Kanton | Község |
| -- | -------------- | ---------- | ------- | ------ | ------ |
| 14 | Calvados       | Caen       | 4       | 25     | 528    |
| 27 | Eure           | Évreux     | 3       | 23     | 585    |
| 50 | Manche         | Saint-Lô   | 4       | 27     | 445    |
| 61 | Orne           | Alençon    | 3       | 21     | 385    |
| 76 | Seine-Maritime | Rouen      | 3       | 35     | 708    |
|    | Összesen:      | Összesen:  | 17      | 131    | 2651   |

Az alsóbb szintű közigazgatási beosztás:

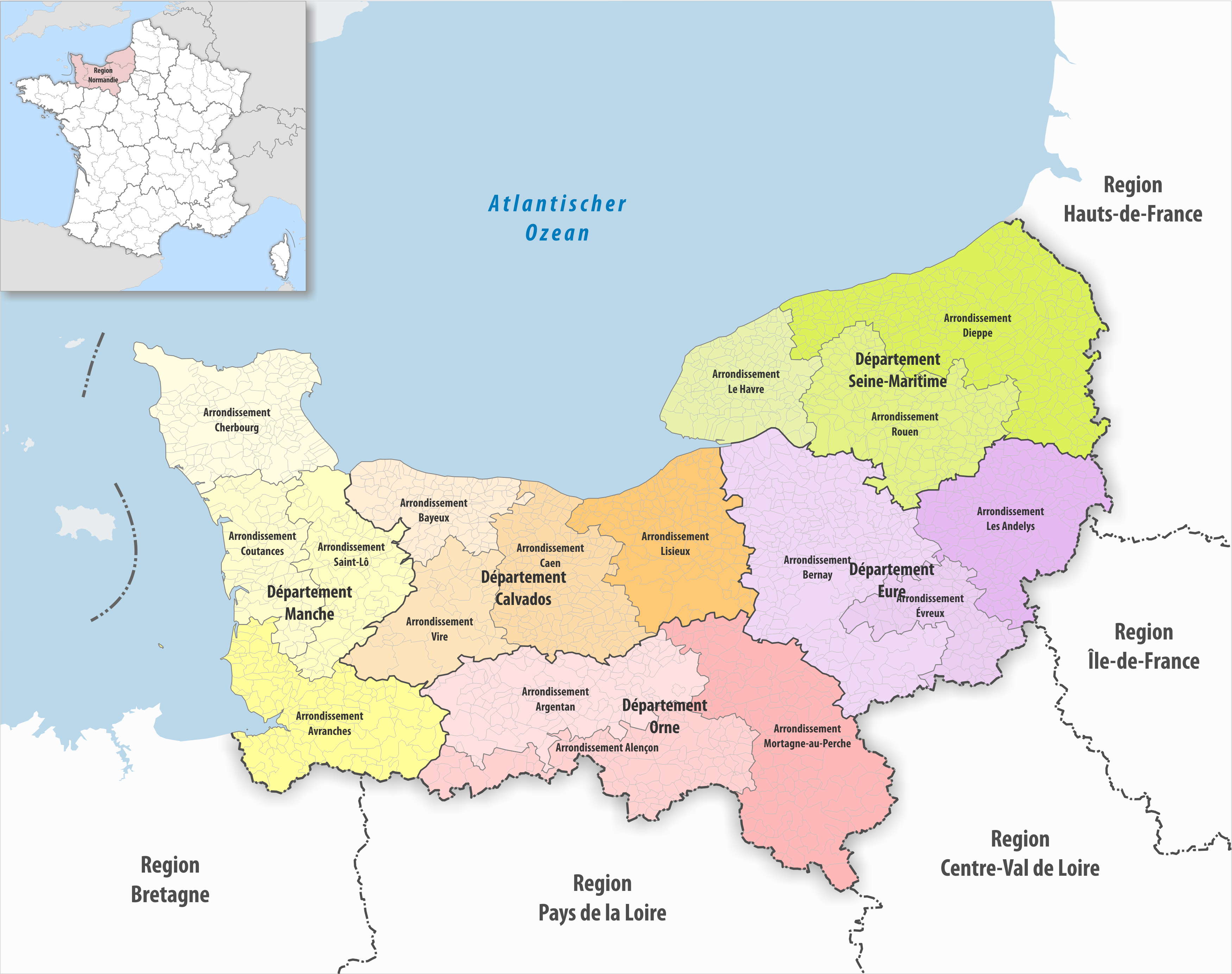
Kerületek
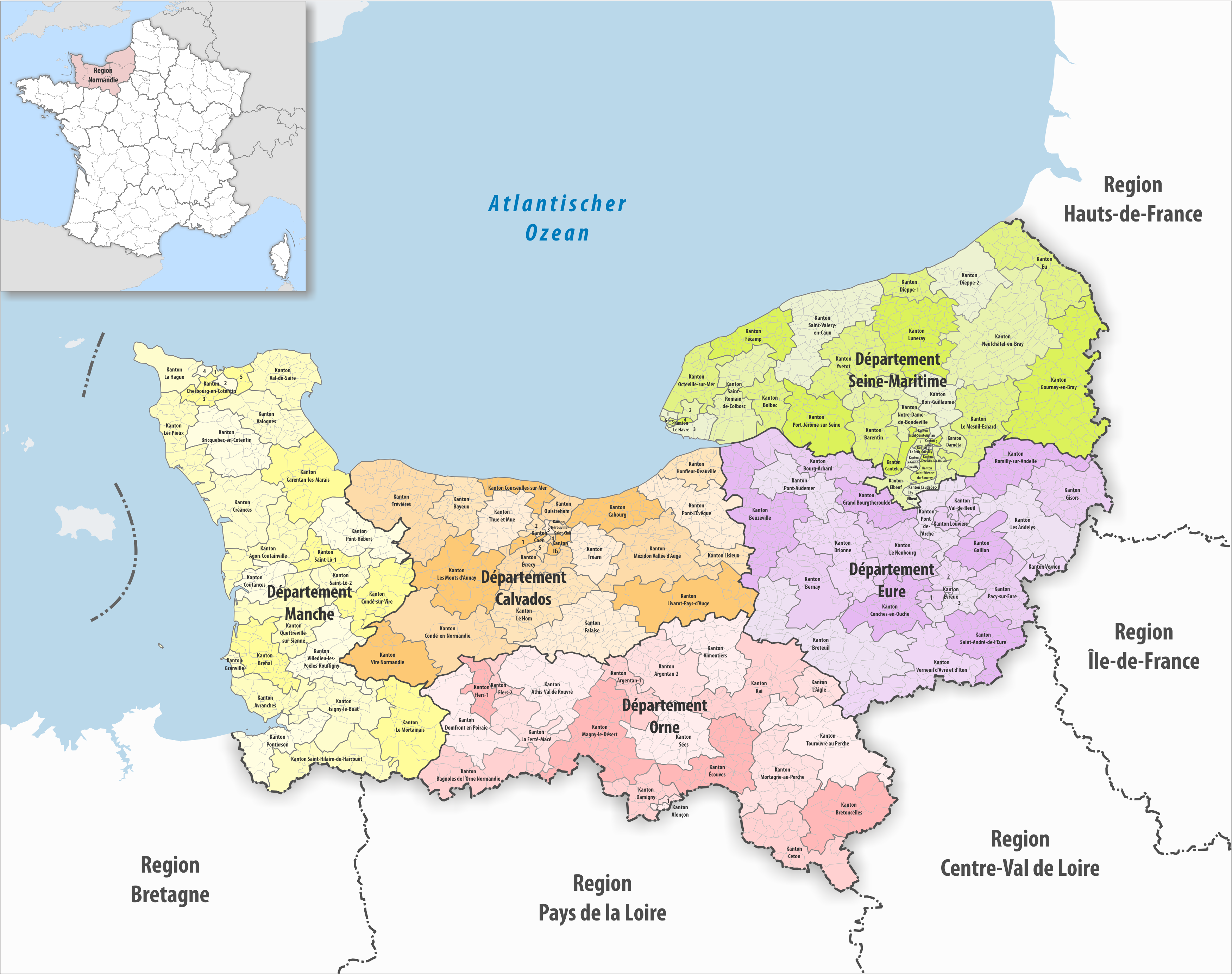
Kantonok
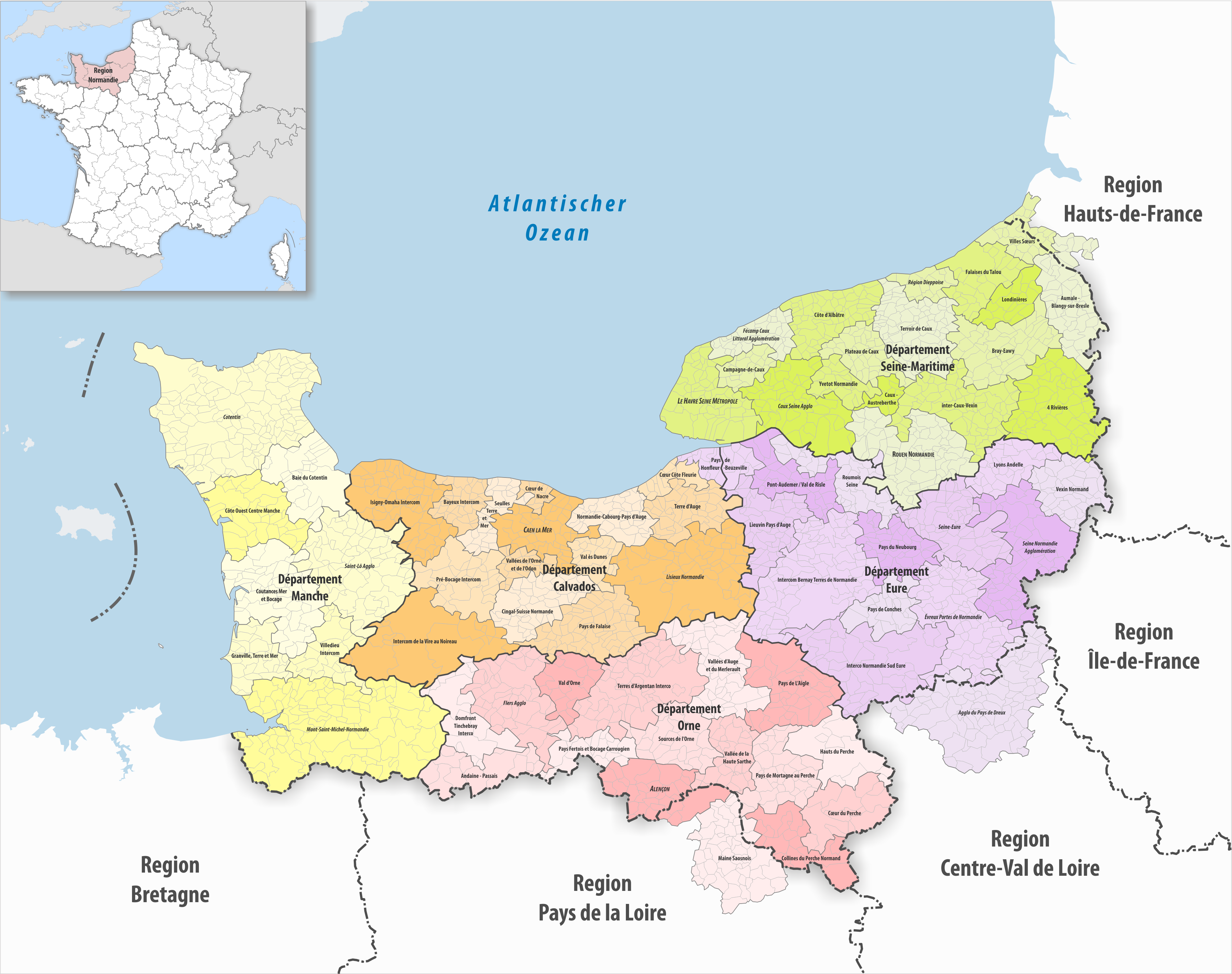
Községek (2024)

## Legnagyobb települések
|     | Város                    | Lakosság (fő, 2021) | Megye          |
| --- | ------------------------ | ------------------- | -------------- |
| 1.  | Le Havre                 | 166 058             | Seine-Maritime |
| 2.  | Rouen                    | 114 083             | Seine-Maritime |
| 3.  | Caen                     | 108 200             | Calvados       |
| 4.  | Cherbourg-en-Cotentin    | 77 808              | Manche         |
| 5.  | Évreux                   | 47 289              | Eure           |
| 6.  | Sotteville-lès-Rouen     | 28 965              | Seine-Maritime |
| 7.  | Saint-Étienne-du-Rouvray | 28 508              | Seine-Maritime |
| 8.  | Dieppe                   | 28 358              | Seine-Maritime |
| 9.  | Le Grand-Quevilly        | 25 975              | Seine-Maritime |
| 10. | Alençon                  | 25 555              | Orne           |